# Samuel Steel Blair

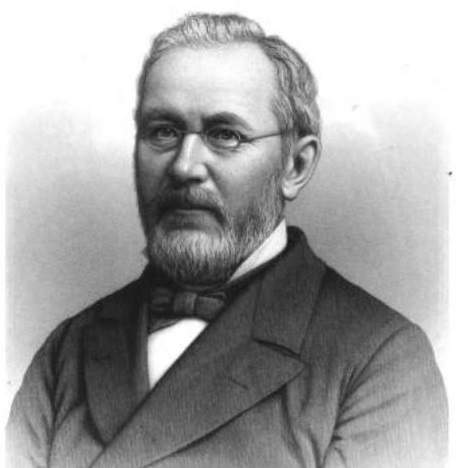
Samuel Steel Blair

Samuel Steel Blair (* 5. Dezember 1821 in Indiana, Indiana County, Pennsylvania; † 8. Dezember 1890 in Hollidaysburg, Pennsylvania) war ein US-amerikanischer Politiker. Zwischen 1859 und 1863 vertrat er den Bundesstaat Pennsylvania im US-Repräsentantenhaus.

## Werdegang
Samuel Blair besuchte die öffentlichen Schulen seiner Heimat und danach bis 1838 das Jefferson College in Canonsburg. Nach einem anschließenden Jurastudium und seiner 1845 erfolgten Zulassung als Rechtsanwalt begann er ab 1846 in Hollidaysburg in diesem Beruf zu arbeiten. Politisch schloss er sich der 1854 gegründeten Republikanischen Partei an. Im Juni 1856 nahm er als Delegierter an der ersten Republican National Convention in Philadelphia teil, auf der John C. Frémont als Präsidentschaftskandidat nominiert wurde.
Bei den Kongresswahlen des Jahres 1858 wurde Blair im 18. Wahlbezirk von Pennsylvania in das US-Repräsentantenhaus in Washington, D.C. gewählt, wo er am 4. März 1859 die Nachfolge von John Rufus Edie antrat. Nach einer Wiederwahl konnte er bis zum 3. März 1863 zwei Legislaturperioden im Kongress absolvieren. Diese waren bis 1861 von den Ereignissen im unmittelbaren Vorfeld des Bürgerkrieges und ab 1861 vom Krieg selbst geprägt. Ab 1861 war Blair Vorsitzender des Ausschusses für private Landansprüche. Im Jahr 1862 wurde er nicht wiedergewählt.
Nach dem Ende seiner Zeit im US-Repräsentantenhaus praktizierte Samuel Blair wieder als Anwalt. Im Jahr 1874 strebte er erfolglos die Rückkehr in den Kongress an. Er starb am 8. Dezember 1890 in Hollidaysburg, wo er auch beigesetzt wurde.